# NPO Saturn AL-55
Le NPO Saturn AL-55 est un turbofan à hautes performances, fabriqué en Russie par NPO Saturn pour équiper des avions d'entraînement avancés, des drones et des avions d'attaque légers. Une version propulse l'avion d'entraînement indien HAL HJT-36 Sitara.
Le coût du programme de développement de ce moteur est estimé à plus de 640 millions de dollars US, et le prix unitaire du moteur est fixé à 1,3 million de dollars.

## Historique
Développé à partir de certains éléments constituant l'AL-31, le moteur effectua une première série de tests en 2007 mais échoua, en raison de problèmes de combustion. Il passa toutefois avec succès des essais menés en 2008 sur le MiG-AT,.
En août 2005, l'agence gouvernementale russe chargée de l'exportation des produits du complexe militaro-industriel russe, connue sous le nom de Rosoboronexport, signa avec le constructeur indien Hindustan Aeronautics Limited (HAL) un accord pour la production sous licence de 1 000 moteurs AL-55I. L'accord inclut une commande ferme pour 250 moteurs devant être manufacturés dans les usines HAL en Inde, pour propulser à la fois l'avion d'entraînement HJT-36 Sitara et l'avion d'entraînement au combat HJT 39 (en).
En 2009, les trois prototypes du moteur passent avec succès les tests d'acceptation chez NPO Saturn pour être transférés à la société HAL.
En 2010, quelques améliorations mineures sont apportées par les ingénieurs de NPO Saturn, ce qui réduit la masse du moteur de 50 kg.
Après avoir fourni 10 moteurs à HAL pour certification, en 2011, le chef de la United Engines Corporation, Vladislav Masalov, annonça le 19 février 2015 que la production de moteurs AL-55I pour les avions d'entraînement indiens HJT-36 devait débuter en Inde à partir de 2016.

## Caractéristiques
Turbofan à double corps et faible taux de dilution, l'AL-55 est constitué d'un compresseur basse-pression à trois étages, d'un compresseur haute-pression à cinq étages, d'une chambre de combustion annulaire et de turbines haute et basse-pression à un étage chacune. La conception est modulaire et le moteur est géré électroniquement par un système de type FADEC.
Le moteur AL-55 a été créé initialement pour une poussée maximale de 2 500 kgp. Dans le cadre du projet indien avec HAL, sa poussée a été limitée à 1 760 kgp.

## Versions
- AL-55 : Version initiale ;
- AL-55I : Version conçue pour la fabrication sous licence en Inde.

## Applications
- HAL HJT-36 Sitara
- HAL HJT 39 (en)
- Mikoyan-Gourevitch MiG-AT[9]

Ce moteur pourrait également être utilisé par le drone russe ALS-62 (ru), proposé par le constructeur Soukhoï.